# Conopodium marianum
Conopodium marianum é uma espécie de planta com flor pertencente à família Apiaceae. 
A autoridade científica da espécie é Lange, tendo sido publicada em Videnskabelige Meddelelser fra Dansk Naturhistorisk Forening i Kjøbenhavn 1877–1878: 232. 1878.
Os seus nomes comuns são pé-de-burrico-dos-cabelos ou trangulho-dos-cabelos.

## Portugal
Trata-se de uma espécie presente no território português, nomeadamente em Portugal Continental.
Em termos de naturalidade é nativa da região atrás indicada.

## Protecção
Não se encontra protegida por legislação portuguesa ou da Comunidade Europeia.